# Karakol
Karakol (în kirghiză: Каракол, Qaraqol/Karakol, قاراقول, Kyrgyz pronunțat: [qɑrɑqoɫ]; fost Przhevalsk, în rusă: Пржевальск), este al patrulea oraș ca mărime din Kârgâzstan, în partea estică a Lacului Issyk-Kul, aproape 150 km de granița cu China și 380 de km distanță de capitala Bishkek. Este centrul administrativ al Regiunii Issâk-Kul. Suprafața este de 44 km pătrați și populația era de 66.294 de oameni în 2009. La nord, pe autostrada A363 se află Tyup și spre sud-vest se află rezervația Jeti-Ögüz.

## Istorie
Un fort militar rus a fost fondat pe 1 iulie 1869 a dus la creșterea Karakolului în secolul XIX după ce exploratorii au venit să facă hărți cu vârfurile și văile care separă Kârgâzstan de China. În anii 1880 populația Karakolului a crescut subit printr-un aflux de Dungani, chinezi musulmani care fugeau de războiul din China.
În 1888 exploratorul rus Nicholay Przhevalsky a murit în Karakol de tifos în timp ce se pregătea pentru o expediție spre Tibet, un oraș care a fost redenumit Przhevalsk în onoarea sa. După protestele locale care au avut loc, orașul i s-a redat numele de dinainte o decizie care a fost revocată de Stalin în 1939 pentru a celebra centenarul nașterii exploratorului. Karakol a rămas Przhevalsk până la desființarea Uniunii Sovietice în 1991. Numele a fost reținut de oameni prin apropiere ca Pristan'-Przheval'sk.

## Personalități
- Grigoriy Shemyakin, născut în 1906, Erou al Uniunii Sovieticii, unul din cei 28 de gardieni ai lui Panfilov.
- Tugelbay Sydykbekov (1912–1997), scriitor.